# Хейтц, Камилла
Камилла Хейтц (фр. Camille Heitz; род. 16 марта 1986 года) — французская пловчиха в ластах.

## Карьера
Бронзовый призёр Всемирных игр 2009 года на дистанции 100 метров.
Чемпион Всемирных игр 2013 года в апнеа.
Обладатель действующего рекорда мира на дистанции 400 метров с аквалангом (в короткой воде), действующего рекорда Европы на дистанции 100 метров с аквалангом.
Двукратный чемпион Европы. Многократный призёр чемпионатов мира и Европы.

## Образование
Окончила Национальный институт прикладных наук в Тулузе по специальности "инженер гражданского строительства".